# Embalse del Ebro
Embalse del Ebro är en reservoar i Spanien. Den ligger i den norra delen av landet, 290 km norr om huvudstaden Madrid. Embalse del Ebro ligger 834 meter över havet. Arean är 55 kvadratkilometer. Omgivningarna runt Embalse del Ebro är en mosaik av jordbruksmark och naturlig växtlighet. Den sträcker sig 8,4 kilometer i nord-sydlig riktning, och 20,2 kilometer i öst-västlig riktning.
Följande samhällen ligger vid Embalse del Ebro:
- Las Rozas (331 invånare)
- Arija (198 invånare)
- Retortillo (181 invånare)